# کیک فوندانت شکلاتی
کیک فوندانت شکلاتی یا پتی گاتو (انگلیسی: Petit gâteau) کیک کوچکی است که توسط میشل براس در سال 1981 ساخته شد. 